# Marta Ascoli
Marta Ascoli (Trieste, 9 de noviembre de 1926 – Trieste, 23 de marzo de 2014) fue una escritora italiana, de padre judío, superviviente del Holocausto y testigo de la Shoa italiana. Es autora de un libro de memorias que describe su experiencia como deportada en el campo de concentración de Auschwitz.

## Biografía
Marta Ascoli nació en Trieste de padre judío (Giacomo Ascoli) y madre católica (Ida Tommasini). La bautizaron y educaron en la fe cristiana católica, pero para los nazis era una mischling (término usado por éstos para designar a las personas que tenían uno o dos ascendientes judíos). El 19 de marzo de 1944, a los diecisiete años fue arrestada junto con sus padres y toda la familia fue conducida al Molino de San Sabba, el único campo de concentración nazi que había en Italia. La madre fue liberada, pero el 29 de marzo de 1944, Marta Ascoli y su padre fueron deportados al campo de concentración de Auschwitz-Birkenau . 
Cuando la madre pidió información sobre ambos, recibió una carta del comandante del Molino de San Sabba en la que le comunicaba que habían muerto durante el traslado a un campo alemán, cuando el tren en el que viajaban fue bombardeado.  En realidad, el marido murió en las cámaras de gas del campo, poco después de la llegada del convoy, el 4 de abril de 1944. En cambio, Marta (a la que se asignó el número 76749) sobrevivió. 
El 31 de diciembre de 1944, cuando se acercaban a Auschwitz las tropas soviéticas, Ascoli fue transferida al campo de concentración de Bergen-Belsen. Aquí, ya extenuada, tomó la decisión de escapar y penetró en la zona prohibida, cerca de la valla de alambre espinoso que rodeaba el campo. Pese a ser decubierta por el centinela, no la mataron y siguió en el campo hasta la liberación por los ingleses el 15 de abril de 1945. 
Durante el viaje de regreso a Italia, del 19 de junio al 9 de julio de 1945, escribió un diario que se ha conservado, junto a una carta que envió a su madre a través de los tíos maternos.  El año 1957 se casó con Onofrio Puzzolo, con el que tuvo dos hijos, Davide y Miriam.
En octubre de 1986 Marta regresa por primera vez a Auschwitz en un viaje organizado por la Asociación Nacional [Italiana] de Exdeportados a los Campos Nazis ANED. El año 1998 decidió poner por escrito sus memorias de Auschwitz en el libro Auschwitz è di tutti (Auschwitz es de todos; Lint, 1998), que fue publicado también en inglés  y esloveno. Aunque durante muchos años había sido incapaz de afrontar sus recuerdos, se decidió a escribir el libro porque sentía el deber de mostrar su testimonio "antes de que el velo del olvido haga olvidar -con la desaparición de los últimos supervivientes que fueron en los campos de concentración nazis- el genocidio del pueblo judío". Se convierte en un testimonio activo de la Shoa italiana, y participa en numerosos encuentros públicos, algunos de ellos con estudiantes.  Marta Ascoli participó en el documental Gli anni negati (Los años negados), producido por el Museo de la Comunidad Judía de Trieste en 2004.  El año 2019 se estrenó en Roma una obra de teatro ( Primo por caso ) basada en su libro. 
«Lager -repetía siempre- nunca ha salido de mi corazón y de mi cerebro. Nada podrá reparar la herida sufrida, pero estoy convencida de que nosotros, los ex-deportados, podemos hacer algo por los demás, mi recuerdo no puede y no debe permanecer encerrado entre las paredes de casa, en el interior de la familia, siento que mi desgracia concierne a todo el mundo, a las víctimas de cada violencia, pero también a quien sigue pensando en el otro como un enemigo a liquidar». 
Marta Ascoli murió en Trieste en 2014.  El año 2015 se le concedió, a título póstumo, la Medalla de Honor del presidente de la República Italiana a los ciudadanos, militares y civiles, deportados e internados en campos de concentración nazi. La medalla fue recogida por su hijo Davide Puzzolo. 

## Obras
- Auschwitz è di tutti, Trieste, Lint (1998); nueva edición, Milano, Rizzoli (2011)
- Auschwitz Belongs to Us All (traducción inglesa), RCS Libri (2013)
- Auschwitz je tudi tvoj (traducción eslovena de Magda Jevnikar), Trieste, Mladika (2014)